# دولت‌آباد (سرآب)
دولت‌آباد یکی از روستاهای استان آذربایجان شرقی است که در دهستان ابرغان بخش مرکزی شهرستان سرآب واقع شده‌است.
بالغ بر ۸۰ خانوار در آن ساکن بوده و مردم روستا به کشاورزی و دامپروری مشغول هستند. دولت آباد با روستاهای ارزنق، بهرمان، بالستان و قارخون دارای مرز مشترکی است.
بیشتراهالی روستا به شهرهای تبریز، تهران، سلمان‌شهر (مازندران) و ... مهاجرت نموده‌اند. روستا باابرکارخانه در حال احداث نفلین سینیت سرآب همجوار است. همچنین راه‌آهن انزلی-تبریز از حریم روستا گذر می‌کند و ایستگاه راه‌آهن در محل روستا واقع است.
- جمعیت روستاهای شهرستان سرآب